# Bergerstraße 4 (Nördlingen)

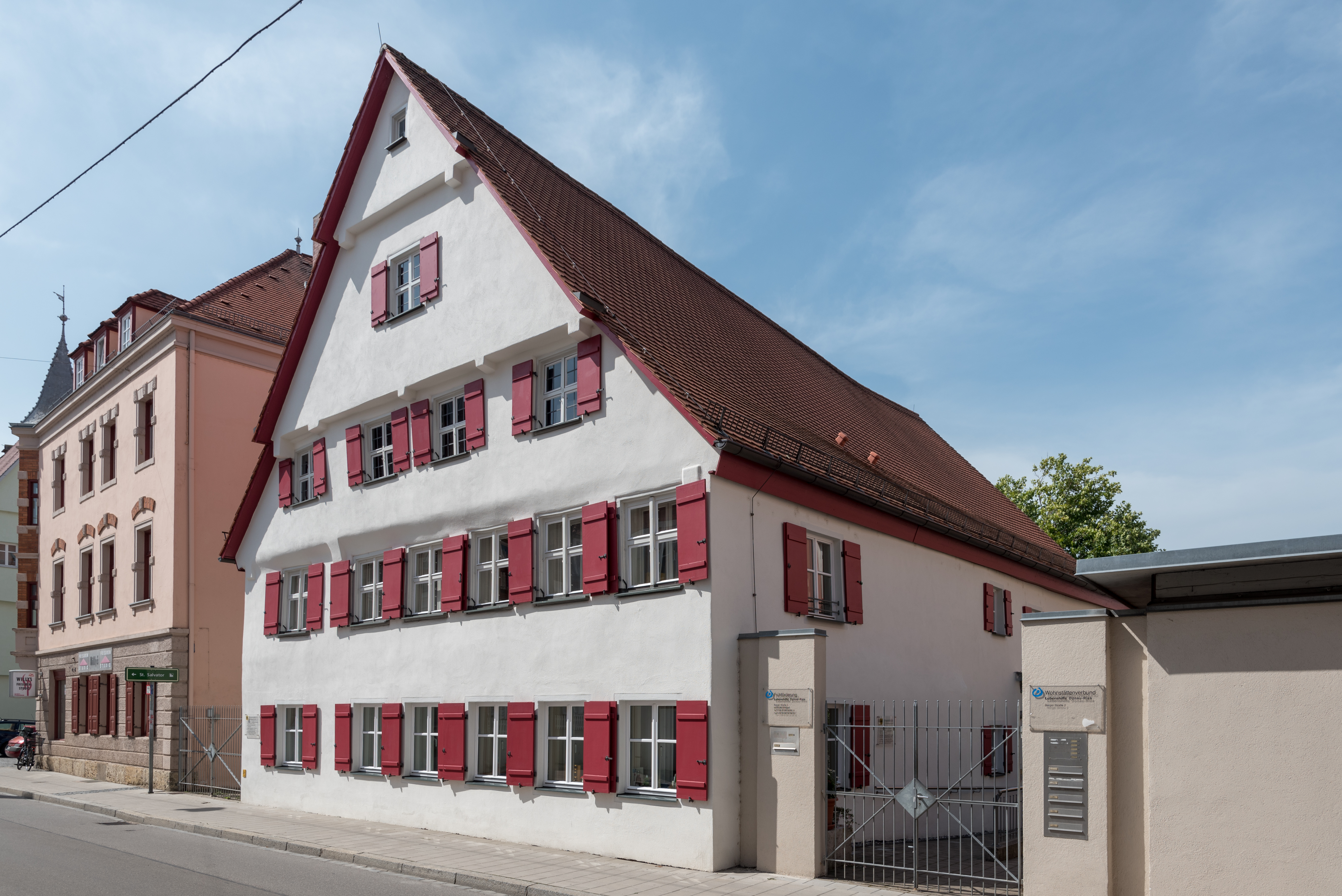
Gebäude Bergerstraße 4 in Nördlingen

Das Gebäude Bergerstraße 4 in Nördlingen, einer Stadt im schwäbischen Landkreis Donau-Ries in Bayern, wurde im Kern im 14. Jahrhundert errichtet. Das Wohnhaus ist ein geschütztes Baudenkmal.
Der dreigeschossige traufständige, nach Norden abgewalmte Satteldachbau mit vorkragendem Obergeschoss ist ein im Kern dreischiffiger verputzter Fachwerkständerbau, der um 1339 errichtet und im 17./18. Jahrhundert erweitert und in zwei Traufseithäuser geteilt wurde. In den Jahren 2002/03 wurde die Teilung rückgebaut. 
Das Haus Bergerstraße 4 in Nördlingen ist das Geburtshaus von Gerd Müller, dem Bomber der Nation, Torjäger des FC Bayern München und der deutschen Fußballnationalmannschaft, der hier am 3. November 1945 geboren wurde.